# Courlans
Courlans es una localidad y comuna francesa situada en la región de Franco Condado, departamento de Jura, en el distrito de Lons-le-Saunier y cantón de Lons-le-Saunier-Nord.

## Demografía
| 409 | 412 | 446 | 646 | 640 | 737 | 927 |
| Para los censos de 1962 a 1999 la población legal corresponde a la población sin duplicidades (Fuente: INSEE [Consultar]) |     |     |     |     |     |     |